# Sposalizio della Vergine (El Greco)
Lo Sposalizio della Vergine è un dipinto del pittore cretese El Greco realizzato circa nel 1613-1614 e conservato nel Museo nazionale d'arte della Romania a Bucarest in Romania.

## Storia
Il dipinto fu uno dei cinque prodotti per la pala d'altare del Santuario de Nuestra Señora de la Caridad nella città spagnola di Illescas, Toledo. Le altre quattro opere sono ancora appese nel Santuario. Questa è l'ultima composizione di El Greco, sebbene l'argomento stesso sia ripreso per la prima volta dall'artista.

## Descrizione
Sullo sfondo di una tenda drappeggiata, si svolge la scena del Sposalizio della Vergine. Maria Vergine indossa un mantello blu avvolto da bagliori. Una piccola faccia inclinata emerge da sotto il mantello. Di fronte a lei c'è San Giuseppe con una tunica verde e un mantello giallo con sfumature ramate.
Tra loro si trova un sacerdote vestito di bianco con la dalmatica dorata la quale si trasforma in riflessi d'argento. Sotto la mitra bianca appare una faccia anziana coperta da una folta barba. Il sacerdote tiene le mani degli sposi. Giuseppe tiene le mani a Maria; a disposizione delle mani di Maria è molto caratteristica e spesso usata nei dipinti precedenti. Diversi personaggi si sono riuniti attorno ai personaggi principali. Sono tutti spettrali, le loro vesti trascinano il pavimento di marmo bianco e nero. Hanno facce di piombo, sono sfocate e solo la faccia del vecchio da destra si distingue da loro.